# Happy Traum (album)
Happy Traum is het vierde album van Daryll-Ann uit 1999.

## Opnamen
In 1996 bracht Daryll-Ann het album Weeps uit, waarmee ze revanche haalde, na een mislukt avontuur in Engeland. Na twee jaar toeren en een Marlboro Flashback naar The Byrds begonnen Jelle Paulusma en Anne Soldaat met het werken aan nieuwe nummers. Van begin 1998 tot halverwege 1999 brachten Jelle Paulusma, Anne Soldaat en Coen Paulusma bijna al hun weekenden door in de Studio Sound Enterprise met Frans Hagenaars, waar ze werkten aan nieuwe nummers. De ideeën die ze hadden, konden ze zo direct op band zetten. De samenwerking beviel het drietal zo goed, dat ze besloten het album met zijn drieën af te ronden, zonder medeweten van bassist Jeroen Vos en drummer Jeroen Kleijn.
Vos en Kleijn, die geen tijd hadden gehad zich tot dan toe bij de sessies te voegen, waren verontwaardigd toen ze hoorden dat het album zonder hun medewerking was afgerond. Na enige discussie besloot het tweetal toch bij de band te blijven voor de tour ter promotie van Happy traum. Vos zou na deze tour echter alsnog uit de band stappen. Jelle Paulusma reageerde op de ontstane commotie met: "Het was pijnlijk. De volgende plaat maken we gewoon weer met z'n allen." De namen van Vos en Kleijn prijken overigens wel met de andere leden van Daryll-Ann in het cd-boekje van Happy traum. Bij geen van de bandleden staat echter welke instrumenten ze op het album bespelen.
Op 13 augustus 1999 werd het album uitgebracht, tegelijk met de single Surely justice. De plaat kreeg goede kritieken, maar wist geen grote verkopen te halen. In augustus 2001 vertrok de band naar Amerika, om een contract te tekenen met Spinart, die de plaat in de Verenigde Staten uitbracht. Tijdens de promotietour die de band hield, werden de aanslagen op 11 september 2001 gepleegd, waardoor de band kwam vast te zitten in Amerika. Pas een maand na de aanslagen kon de band terugkeren naar huis.
Hoewel Jelle Paulusma zei dat het volgende album van Daryll-Ann weer een echte groepsplaat zou worden, bleek dit niet het geval te zijn. Op Trailer tales waren weliswaar alle bandleden weer te horen, de aard van de plaat deed meer denken aan een soloalbum van Jelle Paulusma, dan een volwaardige groepsproductie.

## Muzikanten
- Jelle Paulusma - zang, gitaar, keyboard
- Anne Soldaat - zang, gitaar, basgitaar, drums[1]
- Coen Paulusma - zang, keyboard, percussie

## Nummers
1. Surely justice
2. Everybody's cool
3. All by myself
4. Ask anyone
5. Desmond don't go
6. The miracle legion
7. When you cry
8. Money or love
9. Riverside
10. Freedom is a gift
11. Feelings
12. Trip the stairs
13. The leaves
14. Hope, love & happiness

Alle liedjes op de plaat zijn geschreven door Jelle Paulusma en Anne Soldaat.